# Чемпіонат світу з хокею із шайбою 2011
Чемпіона́т сві́ту з хоке́ю із ша́йбою 2011 — 75-й чемпіонат світу з хокею із шайбою ІІХФ, який відбувався у Словаччині з 19 квітня по 15 травня 2011 року. Матчі проходили на льоду «Оранж Арени» у Братиславі і «Стіл Арени» у Кошицях.
Збірна Фінляндії виграла золоті медалі, перемігши збірну Швеції у фіналі з рахунком 6:1. Для Фінляндії ця медаль стала другою золотою медаллю (перше чемпіонство було завойовано у 1995 році) за всю історію проведення чемпіонатів світу з хокею.
Вперше чемпіонат світу з хокею із шайбою проводили у Словаччині. Раніше в місті Братиславі проходили матчі чемпіонатів світу 1959 і 1992 років, які приймала Чехословаччина.

## Вибір господаря турніру
Чотири європейські країни подали заявки на право проведення чемпіонату світу 2011:
- Словаччина
- Швеція
- Угорщина
- Фінляндія

Фінляндія відзаявилась перед початком голосування для того, щоб зосередитись на чемпіонаті світу 2012. Згодом Фінляндія і Швеція здобули право приймати чемпіонати світу 2012 і 2013.
15 травня 2006 року, після першого туру голосування, яке проходило у Ризі, Латвія президент ІІХФ Рене Фазель оголосив переможця. Словацькі заявлені міста Братислава і Кошиці отримали 70 голосів, Швеція — 20, а Угорщина — 14.
| Результати голосування | Результати голосування |
| Країни                 | Голоси                 |
| ---------------------- | ---------------------- |
| Словаччина             | 70                     |
| Швеція                 | 20                     |
| Угорщина               | 14                     |

- Фінляндія відзаявилася від участі в голосуванні перед початком конгресу.

## Посів і групи
Посів команд у попередньому раунді визначався за результатами Світового рейтингу ІІХФ 2010, який був укладений після завершення чемпіонату світу 2010. Очки, набрані на зимових Олімпійських іграх 2010 не враховані. Команди були розподілені по групах згідно з посівом (у дужках відповідна позиція у світовому рейтингу):
| Група A - Росія (1) - Словаччина (8) - Німеччина (9) - Словенія (19) | Група B - Канада (2) - Швейцарія (7) - Білорусь (10) - Франція (15) | Група C - Швеція (3) - США (6) - Норвегія (11) - Австрія (14) | Група D - Фінляндія (4) - Чехія (5) - Латвія (12) - Данія (13) |

## Судді
ІІХФ обрала 16 головних суддів, і 16 лінійних, для забезпечення судійства на чемпіонаті світу 2011. Список суддей наступний:
| Головні судді - Владімір Балушка - В'ячеслав Буланов - Дарсі Берчелл - Антонін Єржабек - Данні Курманн - Крістер Леркінг - Едуардс Одіньш - Костянтин Оленін | Головні судді - Петер Орсаг - Самі Партанен - Серен Перссон - Даніель Пєхачек - Брент Райбер - Юрі-Петтері Ренн - Владімір Шиндлер - Томас Стернз | Лінійні судді - Роже Арм - Кріс Карлсон - Пол Карнейтан - Іван Дедюля - Їржи Гебауер - Мануель Голленштайн - Матяж Грібар - Кіл Мерчісон | Лінійні судді - Мілан Новак - Андре Шрадер - Сірко Шульц - Антон Семенов - Сергій Шелянін - Юссі Терхо - Крістіан Тіллерквіст - Мірослав Валах |

## Склади команд
Склад кожної збірної на чемпіонататі світу 2011 складається не менше ніж з 15 польових гравців (нападники і захисники) і 2 воротарів, і не більше ніж з 20 польових гравців і 3 воротарів. Усі 16 команд-учасниць, після згоди зі своїми національними федераціями, мали право доповнити склад до початку зустрічі дирекції ІІХФ 28 квітня 2011 року.

## Попередній раунд
Матчі у групах A і D проходили у Братиславі, а матчі у групах B і C — у Кошицях.
|  | Команда переходить у кваліфікаційний раунд |
|  | Команда змагається у турнірі на вибування  |

### Група A
| Команда    | І | В | ВО | ПО | П | ГЗ | ГП | Різ | Очк |
| ---------- | - | - | -- | -- | - | -- | -- | --- | --- |
| Німеччина  | 3 | 2 | 1  | 0  | 0 | 9  | 5  | +4  | 8   |
| Росія      | 3 | 2 | 0  | 0  | 1 | 10 | 9  | +1  | 6   |
| Словаччина | 3 | 1 | 0  | 0  | 2 | 9  | 9  | 0   | 3   |
| Словенія   | 3 | 0 | 0  | 1  | 2 | 7  | 12 | −5  | 1   |

Час початку матчів місцевий (UTC+2)
| 29 квітня 2011 16:15 | Німеччина | 2 : 0 (0—0, 1—0, 1—0) | Росія | Оранж Арена, Братислава Глядачів: 9,049 |

| Протокол                                 | Протокол      | Протокол  | Протокол      | Протокол                            |
| ---------------------------------------- | ------------- | --------- | ------------- | ----------------------------------- |
|                                          | Денніс Ендрас | Голкіпери | Євген Набоков | Арбітри: Дарсі Берчелл Брент Райбер |
| Грайлінгер (Браун) 24:19 П. Раймер 57:53 | 1:0 2:0       |           |               | Арбітри: Дарсі Берчелл Брент Райбер |
| 6 хв.                                    | Вилучення     | 4 хв.     |               | Арбітри: Дарсі Берчелл Брент Райбер |
| 27                                       | Кидки         | 31        |               | Арбітри: Дарсі Берчелл Брент Райбер |

| 29 квітня 2011 20:15 | Словаччина | 3 : 1 (0—0, 1—1, 2—0) | Словенія | Оранж Арена, Братислава Глядачів: 9,248 |

| Протокол                                                                            | Протокол        | Протокол                          | Протокол       | Протокол                            |
| ----------------------------------------------------------------------------------- | --------------- | --------------------------------- | -------------- | ----------------------------------- |
|                                                                                     | Ярослав Галак   | Голкіпери                         | Роберт Крістан | Арбітри: Данні Курманн Томас Стернз |
| Шатан (Суровий) 35:16 Марц. Госса (Подградський, Зедник) 47:03 Бартечко (шпв) 59:52 | 0:1 1:1 2:1 3:1 | 22:37 Краньц (Кужнік, Разінгар б) |                | Арбітри: Данні Курманн Томас Стернз |
| 4 хв.                                                                               | Вилучення       | 10 хв.                            |                | Арбітри: Данні Курманн Томас Стернз |
| 45                                                                                  | Кидки           | 15                                |                | Арбітри: Данні Курманн Томас Стернз |

| 1 травня 2011 16:15 | Росія | 6 : 4 (1—0, 1—1, 4—3) | Словенія | Оранж Арена, Братислава Глядачів: 9,090 |

| Протокол | Протокол                                | Протокол                                                                                               | Протокол       | Протокол                             |
| --- | --------------------------------------- | --- | -------------- | ------------------------------------ |
| | Євген Набоков                           | Голкіпери                                                                                              | Андрей Хочевар | Арбітри: Данні Курманн Серен Перссон |
| Атюшов (Ковальчук, Радулов б) 04:22 Афіногенов (Корнєєв) 35:41 Куликов (Кайгородов) 46:15 Артюхін (Афіногенов, Кайгородов) 46:53 Радулов (Ковальчук, Горовіков) 56:19 Зинов'єв (Заріпов) 59:2 | 1:0 1:1 2:1 2:2 3:2 4:2 4:3 4:4 5:4 6:4 | 29:15 Хебар (Грегорц) 42:49 Голічич (Шивич, М. Хочевар) 47:21 Голічич (Д. Родман) 51:28 Паїч (Тавжель) |                | Арбітри: Данні Курманн Серен Перссон |
| 33 хв. | Вилучення                               | 6 хв.                                                                                                  |                | Арбітри: Данні Курманн Серен Перссон |
| 25 | Кидки                                   | 35 |                | Арбітри: Данні Курманн Серен Перссон |

| 1 травня 2011 20:15 | Словаччина | 3 : 4 (0—0, 0—3, 1—3) | Німеччина | Оранж Арена, Братислава Глядачів: 9,303 |

| Протокол                                                                       | Протокол                    | Протокол | Протокол        | Протокол                               |
| ------------------------------------------------------------------------------ | --------------------------- | --- | --------------- | -------------------------------------- |
|                                                                                | Ярослав Галак               | Голкіпери | Дмитро Петцольд | Арбітри: Дарсі Берчелл Крістер Леркінг |
| Надь (Бартечко) 45:26 Штумпел (Надь, Шатан б) 47:49 Демітра (Мар. Госса) 52:43 | 0:1 0:2 0:3 0:4 1:4 2:4 3:4 | 24:51 Мюллер (Улльманн, Грайлінгер) 33:07 Тріпп (Шюц, Мауер) 36:35 Гердлер (Улльманн, Гольцер) 44:37 Шюц (Тріпп, Н. Гоч) |                 | Арбітри: Дарсі Берчелл Крістер Леркінг |
| 10 хв.                                                                         | Вилучення                   | 20 хв. |                 | Арбітри: Дарсі Берчелл Крістер Леркінг |
| 38                                                                             | Кидки                       | 29 |                 | Арбітри: Дарсі Берчелл Крістер Леркінг |

| 3 травня 2011 16:15 | Словенія | 2 : 3 ПБ (0—0, 0—0, 0—0, ОТ: 0—0 ПБ: 0—1) | Німеччина | Оранж Арена, Братислава Глядачів: 8,010 |

| Протокол | Протокол               | Протокол | Протокол      | Протокол                                   |
| --- | ---------------------- | --- | ------------- | ------------------------------------------ |
| | Роберт Крістан         | Голкіпери | Денніс Ендрас | Арбітри: Владімір Балушка Костянтин Оленін |
| Єглич (Саболич, Робар) 04:09 Тічар (Саболич) 28:33 Тічар Єглич Паїч Д. Родман Саболич Д. Родман М. Родман Єглич | 1:0 2:0 2:1 2:2 Буліти | 35:19 Вольф (Ранкель, Госпельт б) 45:32 Шюц (Крюгер, Гогулла) Грайлінгер Улльманн Вольф П. Раймер П. Раймер Кройтцер Мюллер Гердлер |               | Арбітри: Владімір Балушка Костянтин Оленін |
| 12 хв. | Вилучення              | 8 хв. |               | Арбітри: Владімір Балушка Костянтин Оленін |
| 26 | Кидки                  | 61 |               | Арбітри: Владімір Балушка Костянтин Оленін |

| 3 травня 2011 20:15 | Росія | 4 : 3 (2—1, 1—2, 1—0) | Словаччина | Оранж Арена, Братислава Глядачів: 9,314 |

| Протокол | Протокол                        | Протокол                                                                               | Протокол      | Протокол                               |
| --- | ------------------------------- | -------------------------------------------------------------------------------------- | ------------- | -------------------------------------- |
| | Євген Набоков Костянтин Барулін | Голкіпери                                                                              | Ярослав Галак | Арбітри: Крістер Леркінг Серен Перссон |
| Радулов (Ковальчук, Тютін) 00:58 Нікулін (Ковальчук, Тютін) 18:04 Нікулін (Ковальчук б) 38:10 Морозов (Атюшов, Кайгородов б) 43:38 | 1:0 1:1 2:1 2:2 2:3 3:3 4:3     | 01:28 Шатан (Надь, Юрчина) 30:06 Габорик (Демітра) 32:01 Надь (Маєський, Вішньовський) |               | Арбітри: Крістер Леркінг Серен Перссон |
| 8 хв. | Вилучення                       | 14 хв.                                                                                 |               | Арбітри: Крістер Леркінг Серен Перссон |
| 31 | Кидки                           | 32                                                                                     |               | Арбітри: Крістер Леркінг Серен Перссон |

### Група B
| Команда   | І | В | ВО | ПО | П | ГЗ | ГП | Різ | Очк |
| --------- | - | - | -- | -- | - | -- | -- | --- | --- |
| Канада    | 3 | 2 | 1  | 0  | 0 | 17 | 5  | +12 | 8   |
| Швейцарія | 3 | 1 | 1  | 1  | 0 | 8  | 5  | +3  | 6   |
| Франція   | 3 | 0 | 1  | 1  | 1 | 3  | 11 | −8  | 3   |
| Білорусь  | 3 | 0 | 0  | 1  | 2 | 3  | 10 | −7  | 1   |

Час початку матчів місцевий (UTC+2)
| 29 квітня 2011 16:15 | Швейцарія | 1 : 0 ОТ (0—0, 0—0, 0—0) (ОТ: 1—0) | Франція | Стіл Арена, Кошиці Глядачів: 2,964 |

| Протокол                | Протокол      | Протокол  | Протокол      | Протокол                                |
| ----------------------- | ------------- | --------- | ------------- | --------------------------------------- |
|                         | Тобіас Штефан | Голкіпери | Крістобаль Юе | Арбітри: Самі Партанен Юрі-Петтері Ренн |
| Воклер (Рютеманн) 61:46 | 1:0           |           |               | Арбітри: Самі Партанен Юрі-Петтері Ренн |
| 12 хв.                  | Вилучення     | 10 хв.    |               | Арбітри: Самі Партанен Юрі-Петтері Ренн |
| 35                      | Кидки         | 29        |               | Арбітри: Самі Партанен Юрі-Петтері Ренн |

| 29 квітня 2011 20:15 | Білорусь | 1 : 4 (1—1, 0—1, 0—2) | Канада | Стіл Арена, Кошиці Глядачів: 6,025 |

| Протокол                          | Протокол            | Протокол | Протокол      | Протокол                                  |
| --------------------------------- | ------------------- | --- | ------------- | ----------------------------------------- |
|                                   | Андрій Мезін        | Голкіпери | Джеймс Реймер | Арбітри: Антонін Єржабек Владімір Шиндлер |
| Степанов (Кулаков, Кітаров) 19:26 | 0:1 1:1 1:2 1:3 1:4 | 01:52 Еберле (Е. Кейн, Скальцо) 30:27 Скіннер (Таварес) 45:18 Таварес (Скіннер) 48:39 Еберле (Фанеф, Скальцо б) |               | Арбітри: Антонін Єржабек Владімір Шиндлер |
| 8 хв.                             | Вилучення           | 14 хв. |               | Арбітри: Антонін Єржабек Владімір Шиндлер |
| 22                                | Кидки               | 39 |               | Арбітри: Антонін Єржабек Владімір Шиндлер |

| 1 травня 2011 16:15 | Канада | 9 : 1 (3—0, 2—1, 4—0) | Франція | Стіл Арена, Кошиці Глядачів: 4,457 |

| Протокол | Протокол                                | Протокол                         | Протокол                   | Протокол                                  |
| --- | --------------------------------------- | -------------------------------- | -------------------------- | ----------------------------------------- |
| | Джеймс Реймер Деван Дубник              | Голкіпери                        | Крістобаль Юе Фабріс Ланрі | Арбітри: В'ячеслав Буланов Едуардс Одіньш |
| Граньяні (Спецца, Фанеф б) 01:02 Спецца (Фанеф) 06:35 Скіннер (Таварес) 12:02 Стюарт (Скіннер, Таварес) 36:06 П'єтранджело 36:49 Бернз (Ніл, Неш б) 41:41 Неш 44:38 Скіннер (шк) 54:30 Зейджек (Клаттербак, П'єтранджело) 57:44 | 1:0 2:0 3:0 3:1 4:1 5:1 6:1 7:1 8:1 9:1 | 29:14 Бельмар (С. Трей, Овітю б) |                            | Арбітри: В'ячеслав Буланов Едуардс Одіньш |
| 10 хв. | Вилучення                               | 12 хв.                           |                            | Арбітри: В'ячеслав Буланов Едуардс Одіньш |
| 39 | Кидки                                   | 33                               |                            | Арбітри: В'ячеслав Буланов Едуардс Одіньш |

| 1 травня 2011 20:15 | Швейцарія | 4 : 1 (1—0, 3—1, 0—0) | Білорусь | Стіл Арена, Кошиці Глядачів: 3,193 |

| Протокол | Протокол            | Протокол                             | Протокол     | Протокол                             |
| --- | ------------------- | ------------------------------------ | ------------ | ------------------------------------ |
| | Тобіас Штефан       | Голкіпери                            | Андрій Мезін | Арбітри: Петер Орсаг Даніель Пєхачек |
| Гарднер (Діас, Мозер б) 07:08 Безіна (Рютеманн, Гарднер) 24:11 Гарднер (Гербер, Рютеманн) 27:03 Рютеманн (Амбюль, Дю Буа м) 30:51 | 1:0 1:1 2:1 3:1 4:1 | 21:33 Коробов (Костюченок, Степанов) |              | Арбітри: Петер Орсаг Даніель Пєхачек |
| 8 хв. | Вилучення           | 10 хв.                               |              | Арбітри: Петер Орсаг Даніель Пєхачек |
| 27 | Кидки               | 23                                   |              | Арбітри: Петер Орсаг Даніель Пєхачек |

| 3 травня 2011 16:15 | Канада | 4 : 3 ОТ (0—1, 2—0, 1—2) (ОТ:1—0) | Швейцарія | Стіл Арена, Кошиці Глядачів: 7,214 |

| Протокол                                                                                 | Протокол                    | Протокол                                                                         | Протокол         | Протокол                                  |
| ---------------------------------------------------------------------------------------- | --------------------------- | -------------------------------------------------------------------------------- | ---------------- | ----------------------------------------- |
|                                                                                          | Джеймс Реймер               | Голкіпери                                                                        | Леонардо Дженоні | Арбітри: Антонін Єржабек Владімір Шиндлер |
| Еберле (Е. Кейн) 31:57 Таварес 36:51 Стюарт (Зейджек) 56:46 П'єтранджело (Зейджек) 64:14 | 0:1 1:1 2:1 2:2 3:2 3:3 4:3 | 12:29 Діас (Станческу, Лемм) 48:08 Дю Буа (Збіза, Гарднер) 58:38 Амбюль (Воклер) |                  | Арбітри: Антонін Єржабек Владімір Шиндлер |
| 4 хв.                                                                                    | Вилучення                   | 10 хв.                                                                           |                  | Арбітри: Антонін Єржабек Владімір Шиндлер |
| 61                                                                                       | Кидки                       | 33                                                                               |                  | Арбітри: Антонін Єржабек Владімір Шиндлер |

| 3 травня 2011 20:15 | Франція | 2 : 1 ОТ (1—0, 0—0, 0—1) (ОТ:1—0) | Білорусь | Стіл Арена, Кошиці Глядачів: 3,968 |

| Протокол                                                          | Протокол      | Протокол                          | Протокол     | Протокол                                |
| ----------------------------------------------------------------- | ------------- | --------------------------------- | ------------ | --------------------------------------- |
|                                                                   | Крістобаль Юе | Голкіпери                         | Андрій Мезін | Арбітри: Самі Партанен Юрі-Петтері Ренн |
| С. Трей (Екфей, Меньє б) 12:35 Екфей (С. Да Коста, С. Трей) 60:46 | 1:0 1:1 2:1   | 55:32 Демагін (Горошко, Михальов) |              | Арбітри: Самі Партанен Юрі-Петтері Ренн |
| 8 хв.                                                             | Вилучення     | 8 хв.                             |              | Арбітри: Самі Партанен Юрі-Петтері Ренн |
| 35                                                                | Кидки         | 38                                |              | Арбітри: Самі Партанен Юрі-Петтері Ренн |

### Група C
| Команда  | І | В | ВО | ПО | П | ГЗ | ГП | Різ | Очк |
| -------- | - | - | -- | -- | - | -- | -- | --- | --- |
| Швеція   | 3 | 2 | 0  | 1  | 0 | 13 | 7  | +6  | 7   |
| США      | 3 | 2 | 0  | 0  | 1 | 11 | 9  | +2  | 6   |
| Норвегія | 3 | 1 | 1  | 0  | 1 | 12 | 8  | +4  | 5   |
| Австрія  | 3 | 0 | 0  | 0  | 3 | 1  | 13 | –12 | 0   |

Час початку матчів місцевий (UTC+2)
| 30 квітня 2011 16:15 | США | 5 : 1 (2—0, 1—1, 2—0) | Австрія | Стіл Арена, Кошиці Глядачів: 4,495 |

| Протокол | Протокол                | Протокол                            | Протокол     | Протокол                                  |
| --- | ----------------------- | ----------------------------------- | ------------ | ----------------------------------------- |
| | Ел Монтойя              | Голкіпери                           | Юрген Пенкер | Арбітри: В'ячеслав Буланов Едуардс Одіньш |
| Крейдер (Фейн, Степан) 14:42 Вілер (Степан) 17:15 Штястни (Вілсон, Фаулер) 38:36 Шеттенкірк (Палм'єрі, Шеннон) 42:47 Сміт (Джонсон б) 56:42 | 1:0 2:0 2:1 3:1 4:1 5:1 | 34:00 Певаль (Т. Раффль, М. Раффль) |              | Арбітри: В'ячеслав Буланов Едуардс Одіньш |
| 10 хв. | Вилучення               | 6 хв.                               |              | Арбітри: В'ячеслав Буланов Едуардс Одіньш |
| 32 | Кидки                   | 13                                  |              | Арбітри: В'ячеслав Буланов Едуардс Одіньш |

| 30 квітня 2011 20:15 | Норвегія | 5 : 4 ПБ (1—3, 2—0, 1—1, ОТ: 0–0) (ПБ: 1–0) | Швеція | Стіл Арена, Кошиці Глядачів: 5,147 |

| Протокол | Протокол                               | Протокол | Протокол     | Протокол                             |
| --- | -------------------------------------- | --- | ------------ | ------------------------------------ |
| | Ларс Хейген                            | Голкіпери | Ерік Ерсберг | Арбітри: Петер Орсаг Даніель Пєхачек |
| Реймарк (Гансен, Аск б) 08:06 Аск (М. Олімб б) 21:00 Хольтет (Бастіансен, Скредер б) 33:45 Бастіансен (М. Олімб, Спетс) 55:06 Скредер М. Олімб | 0:1 1:1 1:2 1:3 2:3 3:3 3:4 4:4 Буліти | 06:21 Л. Ерікссон (Р. Нільссон) 11:41 Берглунд (Тернберг) 15:01 Берглунд (Петрашек, Пяяйярві-Свенссон б) 49:37 Л. Ерікссон (Р. Нільссон б) Л. Ерікссон Берглунд |              | Арбітри: Петер Орсаг Даніель Пєхачек |
| 18 хв. | Вилучення                              | 12 хв. |              | Арбітри: Петер Орсаг Даніель Пєхачек |
| 20 | Кидки                                  | 46 |              | Арбітри: Петер Орсаг Даніель Пєхачек |

| 2 травня 2011 16:15 | США | 4 : 2 (0—2, 0—0, 4—0) | Норвегія | Стіл Арена, Кошиці Глядачів: 4,149 |

| Протокол | Протокол                | Протокол                                         | Протокол    | Протокол                                  |
| --- | ----------------------- | ------------------------------------------------ | ----------- | ----------------------------------------- |
| | Ел Монтойя              | Голкіпери                                        | Ларс Хейген | Арбітри: Антонін Єржабек Юрі-Петтері Ренн |
| Палм'єрі (Крейдер, Шеннон) 41:16 Скілле (Степлтон, Макдонах) 44:59 Палм'єрі (Шеннон, Шеттенкірк б) 53:44 Сміт (Степан, Джонсон б) 58:34 | 0:1 0:2 1:2 2:2 3:2 4:2 | 08:09 К. А. Олімб (Хольтет) 09:22 Бастіансен (м) |             | Арбітри: Антонін Єржабек Юрі-Петтері Ренн |
| 10 хв. | Вилучення               | 14 хв.                                           |             | Арбітри: Антонін Єржабек Юрі-Петтері Ренн |
| 49 | Кидки                   | 15                                               |             | Арбітри: Антонін Єржабек Юрі-Петтері Ренн |

| 2 травня 2011 20:15 | Швеція | 3 : 0 (1—0, 1—0, 1—0) | Австрія | Стіл Арена, Кошиці Глядачів: 3,704 |

| Протокол | Протокол    | Протокол  | Протокол          | Протокол                                |
| --- | ----------- | --------- | ----------------- | --------------------------------------- |
| | Віктор Фаст | Голкіпери | Фабіан Вайнгандль | Арбітри: Самі Партанен Владімір Шиндлер |
| Перссон (Л. Ерікссон, Р. Нільссон) 19:39 Перссон (Петрашек, Р. Нільссон) 25:39 Пяяйярві-Свенссон (Петрашек б) 42:34 | 1:0 2:0 3:0 |           |                   | Арбітри: Самі Партанен Владімір Шиндлер |
| 6 хв. | Вилучення   | 12 хв.    |                   | Арбітри: Самі Партанен Владімір Шиндлер |
| 38 | Кидки       | 23        |                   | Арбітри: Самі Партанен Владімір Шиндлер |

| 4 травня 2011 16:15 | Австрія | 0 : 5 (0–3, 0–1, 0–1) | Норвегія | Стіл Арена, Кошиці Глядачів: 4,455 |

| Протокол | Протокол            | Протокол | Протокол    | Протокол                                |
| -------- | ------------------- | --- | ----------- | --------------------------------------- |
|          | Юрген Пенкер        | Голкіпери | Ларс Хейген | Арбітри: Едуардс Одіньш Даніель Пєхачек |
|          | 0:1 0:2 0:3 0:4 0:5 | 06:26 Койву (Бастіансен, М. Олімб) 09:31 М. Олімб (Спетс, Бастіансен) 10:27 Голес (Скредер, М. Олімб б) 39:41 Спетс (Бастіансен, М. Олімб) 49:51 Бастіансен (Скредер, М. Олімб б) |             | Арбітри: Едуардс Одіньш Даніель Пєхачек |
| 39 хв.   | Вилучення           | 8 хв. |             | Арбітри: Едуардс Одіньш Даніель Пєхачек |
| 25       | Кидки               | 27 |             | Арбітри: Едуардс Одіньш Даніель Пєхачек |

| 4 травня 2011 20:15 | Швеція | 6 : 2 (1—1, 3—0, 2—1) | США | Стіл Арена, Кошиці Глядачів: 7,401 |

| Протокол | Протокол                        | Протокол                                                    | Протокол   | Протокол                               |
| --- | ------------------------------- | ----------------------------------------------------------- | ---------- | -------------------------------------- |
| | Віктор Фаст                     | Голкіпери                                                   | Ел Монтойя | Арбітри: В'ячеслав Буланов Петер Орсаг |
| Берглунд (Тернберг) 17:31 Крюгер (Теденбю) 23:17 Шегрен (Дж. Ерікссон) 30:27 Берглунд (Тернберг, Пяяйярві-Свенссон) 35:16 Дж. Ерікссон (Кронвалль, Шегрен) 56:01 Петрашек (Шегрен) 58:50 | 1:0 1:1 2:1 3:1 4:1 4:2 5:2 6:2 | 18:43 Фаулер (Степан, Сміт б) 50:29 Вілер (Сміт, Комісарек) |            | Арбітри: В'ячеслав Буланов Петер Орсаг |
| 12 хв. | Вилучення                       | 4 хв.                                                       |            | Арбітри: В'ячеслав Буланов Петер Орсаг |
| 30 | Кидки                           | 32                                                          |            | Арбітри: В'ячеслав Буланов Петер Орсаг |

### Група D
| Команда   | І | В | ВО | ПО | П | ГЗ | ГП | Різ | Очк |
| --------- | - | - | -- | -- | - | -- | -- | --- | --- |
| Чехія     | 3 | 3 | 0  | 0  | 0 | 12 | 3  | +9  | 9   |
| Фінляндія | 3 | 1 | 1  | 0  | 1 | 9  | 5  | +4  | 5   |
| Данія     | 3 | 0 | 1  | 0  | 2 | 4  | 13 | –9  | 2   |
| Латвія    | 3 | 0 | 0  | 2  | 1 | 6  | 10 | –4  | 2   |

Час початку матчів місцевий (UTC+2)
| 30 квітня 2011 16:15 | Фінляндія | 5 : 1 (0—0, 2—0, 3—1) | Данія | Оранж Арена, Братислава Глядачів: 9,125 |

| Протокол | Протокол                | Протокол                       | Протокол          | Протокол                                   |
| --- | ----------------------- | ------------------------------ | ----------------- | ------------------------------------------ |
| | Петрі Веханен           | Голкіпери                      | Фредерік Андерсен | Арбітри: Владімір Балушка Костянтин Оленін |
| Іммонен (Вяліваара б) 23:57 Аалтонен (Койву, Лепісто б) 36:26 Пільстрем (Пюоряля, Нокелайнен) 42:39 Гранлунд (Пуйстола, Ніскала б) 52:29 Рууту (Аалтонен) 53:21 | 1:0 2:0 3:0 3:1 4:1 5:1 | 47:54 Гардт (Якобсен, Греен б) |                   | Арбітри: Владімір Балушка Костянтин Оленін |
| 4 хв. | Вилучення               | 10 хв.                         |                   | Арбітри: Владімір Балушка Костянтин Оленін |
| 44 | Кидки                   | 9                              |                   | Арбітри: Владімір Балушка Костянтин Оленін |

| 30 квітня 2011 20:15 | Чехія | 4 : 2 (1—1, 1—1, 2—0) | Латвія | Оранж Арена, Братислава Глядачів: 9,219 |

| Протокол                                                                                             | Протокол                | Протокол                                                             | Протокол          | Протокол                               |
| --- | ----------------------- | -------------------------------------------------------------------- | ----------------- | -------------------------------------- |
| | Ондржей Павелец         | Голкіпери                                                            | Едгарс Масальскіс | Арбітри: Крістер Леркінг Серен Перссон |
| Ролінек (Ворачек, Шкоула) 17:47 Еліаш (Гавлат, М. Міхалек) 33:02 Гавлат (Еліаш) 41:15 Червенка 58:11 | 0:1 1:1 1:2 2:2 3:2 4:2 | 09:04 Дарзіньш (М. Редліхс, Сотнієкс) 21:21 Букартс (Берзіньш, Мейя) |                   | Арбітри: Крістер Леркінг Серен Перссон |
| 14 хв.                                                                                               | Вилучення               | 20 хв.                                                               |                   | Арбітри: Крістер Леркінг Серен Перссон |
| 34                                                                                                   | Кидки                   | 24                                                                   |                   | Арбітри: Крістер Леркінг Серен Перссон |

| 2 травня 2011 16:15 | Чехія | 6 : 0 (1—0, 4—0, 1—0) | Данія | Оранж Арена, Братислава Глядачів: 9,217 |

| Протокол | Протокол                | Протокол  | Протокол         | Протокол                               |
| --- | ----------------------- | --------- | ---------------- | -------------------------------------- |
| | Ондржей Павелец         | Голкіпери | Патрік Гальбрайт | Арбітри: Костянтин Оленін Брент Райбер |
| Фролік (Губачек, З. Міхалек) 02:29 М. Міхалек (Жидліцки) 31:34 М. Міхалек (Еліаш, Гавлат б) 33:17 Фролік (Часлава, Новотни) 34:25 Плеканец (Червенка) 34:38 Пруха (Фролік) 56:23 | 1:0 2:0 3:0 4:0 5:0 6:0 |           |                  | Арбітри: Костянтин Оленін Брент Райбер |
| 12 хв. | Вилучення               | 4 хв.     |                  | Арбітри: Костянтин Оленін Брент Райбер |
| 35 | Кидки                   | 24        |                  | Арбітри: Костянтин Оленін Брент Райбер |

| 2 травня 2011 20:15 | Латвія | 2 : 3 ПБ (0—1, 1—0, 1—1, ОТ: 0—0) (ПБ: 0–1) | Фінляндія | Оранж Арена, Братислава Глядачів: 9,210 |

| Протокол                                                                                     | Протокол               | Протокол                                                                                | Протокол      | Протокол                            |
| -------------------------------------------------------------------------------------------- | ---------------------- | --------------------------------------------------------------------------------------- | ------------- | ----------------------------------- |
|                                                                                              | Едгарс Масальскіс      | Голкіпери                                                                               | Теему Лассіла | Арбітри: Данні Кюрманн Томас Стернз |
| К. Редліхс (М. Редліхс, Джеріньш б) 33:36 Васильєвс (Ципуліс, Пуяц б) 42:12 Ніживій Дарзіньш | 0:1 1:1 2:1 2:2 Буліти | 13:54 Іммонен (Вяліваара, Гранлунд б) 52:51 Капанен (Іммонен, Гранлунд б) Іммонен Койву |               | Арбітри: Данні Кюрманн Томас Стернз |
| 10 хв.                                                                                       | Вилучення              | 10 хв.                                                                                  |               | Арбітри: Данні Кюрманн Томас Стернз |
| 25                                                                                           | Кидки                  | 34                                                                                      |               | Арбітри: Данні Кюрманн Томас Стернз |

| 4 травня 2011 16:15 | Данія | 3 : 2 ПБ (1–0, 1–2, 0–0, ОТ: 0–0) (ПБ: 1–0) | Латвія | Оранж Арена, Братислава Глядачів: 8,870 |

| Протокол | Протокол               | Протокол | Протокол          | Протокол                                |
| --- | ---------------------- | --- | ----------------- | --------------------------------------- |
| | Фредерік Андерсен      | Голкіпери | Едгарс Масальскіс | Арбітри: Владімір Балушка Дарсі Берчелл |
| Крістенсен (М. Бедкер, Якобсен) 01:43 Крістенсен (Д. Нільсен, Гардт б) 28:27 Греен Мадсен Якобсен Крістенсен | 1:0 1:1 2:1 2:2 Буліти | 23:03 Ципуліс (Цибульскіс, Ніживій) 35:14 Є. Редліхс (Ніживій, М. Редліхс б) Ніживій Васильєвс Джеріньш Ніживій |                   | Арбітри: Владімір Балушка Дарсі Берчелл |
| 12 хв. | Вилучення              | 14 хв. |                   | Арбітри: Владімір Балушка Дарсі Берчелл |
| 29 | Кидки                  | 39 |                   | Арбітри: Владімір Балушка Дарсі Берчелл |

| 4 травня 2011 20:15 | Фінляндія | 1 : 2 (0—0, 0—1, 1—1) | Чехія | Оранж Арена, Братислава Глядачів: 9,310 |

| Протокол                         | Протокол      | Протокол                                                             | Протокол        | Протокол                           |
| -------------------------------- | ------------- | -------------------------------------------------------------------- | --------------- | ---------------------------------- |
|                                  | Петрі Веханен | Голкіпери                                                            | Ондржей Павелец | Арбітри: Брент Райбер Томас Стернз |
| Салмела (Песонен, Капанен) 59:41 | 0:1 0:2 1:2   | 24:24 М. Міхалек (Жидліцки, Рахунек б) 42:48 Ягр (Червенка, Крайчек) |                 | Арбітри: Брент Райбер Томас Стернз |
| 16 хв.                           | Вилучення     | 24 хв.                                                               |                 | Арбітри: Брент Райбер Томас Стернз |
| 32                               | Кидки         | 25                                                                   |                 | Арбітри: Брент Райбер Томас Стернз |

## Кваліфікаційний раунд
Команди, що посіли перші три місця у попередньому раунді переходять у кваліфікаційний раунд. У кваліфікаційному раунді команди поділені на дві групи: команди із груп A і D у групу E, а команди із груп B і C — у групу F. Командам нараховуються очки, набраны у попередньому раунді у двох іграх із суперниками, які потрапили у ту ж знову утворену групу, а очки, набрані в іграх з командами, які вибули у попередньому раунді, не зараховуються.
Матчі у групі E проходили у Братиславі, а матчі у групі F — у Кошицях.
Команди, що посіли перші чотири місця в обох групах E і F переходять у раунд плей-оф.
|  | Команда переходить у раунд плей-оф |
|  | Команда припиняє подальшу участь   |

### Група E
| Команда    | І | В | ВО | ПО | П | ГЗ | ГП | Різ | Очк |
| ---------- | - | - | -- | -- | - | -- | -- | --- | --- |
| Чехія      | 5 | 5 | 0  | 0  | 0 | 19 | 7  | +12 | 15  |
| Фінляндія  | 5 | 2 | 2  | 0  | 1 | 16 | 10 | +6  | 10  |
| Німеччина  | 5 | 2 | 0  | 2  | 1 | 15 | 17 | −2  | 8   |
| Росія      | 5 | 2 | 0  | 1  | 2 | 12 | 14 | −2  | 7   |
| Словаччина | 5 | 1 | 0  | 0  | 4 | 13 | 14 | −1  | 3   |
| Данія      | 5 | 0 | 1  | 0  | 4 | 9  | 22 | −13 | 2   |

Час початку матчів місцевий (UTC+2)
| 5 травня 2011 20:15 | Росія | 4 : 3 (1–2, 2–0, 1–1) | Данія | Оранж Арена, Братислава Глядачів: 9,204 |

| Протокол | Протокол                        | Протокол                                                                | Протокол          | Протокол                                |
| --- | ------------------------------- | ----------------------------------------------------------------------- | ----------------- | --------------------------------------- |
| | Євген Набоков Костянтин Барулін | Голкіпери                                                               | Фредерік Андерсен | Арбітри: Владімір Балушка Серен Перссон |
| Зинов'єв (Нікулін, Заріпов) 09:26 Зинов'єв (Морозов, Заріпов) 30:08 Зинов'єв (Заріпов, Морозов) 34:18 Артюхін (Корнєєв, Калінін) 45:21 | 1:0 1:1 1:2 2:2 3:2 4:2 4:3     | 11:12 Гардт (Старков) 19:46 Мі. Бедкер (Херсбю б) 47:27 Гардт (Старков) |                   | Арбітри: Владімір Балушка Серен Перссон |
| 14 хв. | Вилучення                       | 6 хв.                                                                   |                   | Арбітри: Владімір Балушка Серен Перссон |
| 40 | Кидки                           | 22                                                                      |                   | Арбітри: Владімір Балушка Серен Перссон |

| 6 травня 2011 16:15 | Німеччина | 4 : 5 ПБ (1—1, 3—2, 0—1, ОТ: 0—0) (ПБ: 0—1) | Фінляндія | Оранж Арена, Братислава Глядачів: 9,255 |

| Протокол | Протокол                               | Протокол | Протокол                    | Протокол                               |
| --- | -------------------------------------- | --- | --------------------------- | -------------------------------------- |
| | Денніс Ендрас                          | Голкіпери | Теему Лассіла Петрі Веханен | Арбітри: Костянтин Оленін Брент Райбер |
| Ранкель (Вольф, Госпельт) 14:45 Шюц (Гогулла, Мауер) 26:28 Госпельт (Лавалле, Н. Гоч) 27:32 Раймер (Браун, Мюллер) 39:03 Раймер Госпельт Вольф Раймер | 0:1 1:1 2:1 3:1 3:2 3:3 4:3 4:4 Буліти | 00:13 Рууту (Койву, Лепісто) 31:30 Песонен (Гранлунд, Пуйстола) 38:07 Іммонен (Песонен, Ніскала) 54:12 Рууту (Песонен, Лепісто) Іммонен Койву Гранлунд Койву |                             | Арбітри: Костянтин Оленін Брент Райбер |
| 8 хв. | Вилучення                              | 6 хв. |                             | Арбітри: Костянтин Оленін Брент Райбер |
| 21 | Кидки                                  | 50 |                             | Арбітри: Костянтин Оленін Брент Райбер |

| 6 травня 2011 20:15 | Чехія | 3 : 2 (1–0, 0–1, 2–1) | Словаччина | Оранж Арена, Братислава Глядачів: 9,313 |

| Протокол                                                                  | Протокол            | Протокол                                                          | Протокол      | Протокол                             |
| ------------------------------------------------------------------------- | ------------------- | ----------------------------------------------------------------- | ------------- | ------------------------------------ |
|                                                                           | Ондржей Павелец     | Голкіпери                                                         | Ярослав Галак | Арбітри: Дарсі Берчелл Данні Курманн |
| Жидліцки (Еліаш, Марек б) 17:48 Гавлат (Еліаш) 41:06 Еліаш (Гавлат) 44:28 | 1:0 1:1 2:1 3:1 3:2 | 22:54 Надь (Вішньовски, Штумпел) 58:41 Сурови (Радівоєвич, Цібак) |               | Арбітри: Дарсі Берчелл Данні Курманн |
| 6 хв.                                                                     | Вилучення           | 4 хв.                                                             |               | Арбітри: Дарсі Берчелл Данні Курманн |
| 37                                                                        | Кидки               | 22                                                                |               | Арбітри: Дарсі Берчелл Данні Курманн |

| 7 травня 2011 16:15 | Данія | 4 : 3 ПБ (1—1, 1—1, 1—1, ОТ: 0—0) (ПБ: 1—0) | Німеччина | Оранж Арена, Братислава Глядачів: 9,299 |

| Протокол | Протокол                       | Протокол | Протокол      | Протокол                                |
| --- | ------------------------------ | --- | ------------- | --------------------------------------- |
| | Фредерік Андерсен              | Голкіпери | Денніс Ендрас | Арбітри: Владімір Балушка Дарсі Берчелл |
| Ма. Бедкер (Крістенсен, Якобсен б) 08:09 Мі. Бедкер (Якобсен, К. Єнсен) 21:39 Гардт (Греен, Мадсен) 57:33 Мадсен Крістенсен Мі. Бедкер (пб) | 1:0 1:1 2:1 2:2 2:3 3:3 Буліти | Тріпп (Мюллер, Ульманн) 10:15 Барта (Кінк, П. Раймер) 22:05 Лавалле (Гердлер, Мюллер) 41:32 Мюллер П. Раймер Вольф |               | Арбітри: Владімір Балушка Дарсі Берчелл |
| 12 хв. | Вилучення                      | 8 хв. |               | Арбітри: Владімір Балушка Дарсі Берчелл |
| 22 | Кидки                          | 33 |               | Арбітри: Владімір Балушка Дарсі Берчелл |

| 7 травня 2011 20:15 | Фінляндія | 2 : 1 (0—1, 0—0, 2—0) | Словаччина | Оранж Арена, Братислава Глядачів: 9,321 |

| Протокол                                           | Протокол      | Протокол                           | Протокол      | Протокол                            |
| -------------------------------------------------- | ------------- | ---------------------------------- | ------------- | ----------------------------------- |
|                                                    | Петрі Веханен | Голкіпери                          | Ярослав Галак | Арбітри: Данні Курманн Брент Райбер |
| Рууту (Койву) 47:17 Рууту (Салмела, Пюоряля) 50:26 | 0:1 1:1 2:1   | 16:21 Габорік (Гандзуш, Демітра б) |               | Арбітри: Данні Курманн Брент Райбер |
| 8 хв.                                              | Вилучення     | 6 хв.                              |               | Арбітри: Данні Курманн Брент Райбер |
| 35                                                 | Кидки         | 28                                 |               | Арбітри: Данні Курманн Брент Райбер |

| 8 травня 2011 16:15 | Чехія | 3 : 2 (2–0, 0–1, 1–1) | Росія | Оранж Арена, Братислава Глядачів: 9,308 |

| Протокол                                                                 | Протокол            | Протокол                                                              | Протокол          | Протокол                           |
| ------------------------------------------------------------------------ | ------------------- | --------------------------------------------------------------------- | ----------------- | ---------------------------------- |
|                                                                          | Ондржей Павелец     | Голкіпери                                                             | Костянтин Барулін | Арбітри: Брент Райбер Томас Стернз |
| Ворачек (Ролінек, Шкоула) 14:01 Ягр (Плеканец) 15:52 Плеканец (шк) 43:27 | 1:0 2:0 2:1 3:1 3:2 | 31:50 Терещенко (Атюшов, Радулов б) 55:04 Заріпов (Калінін, Зинов'єв) |                   | Арбітри: Брент Райбер Томас Стернз |
| 8 хв.                                                                    | Вилучення           | 16 хв.                                                                |                   | Арбітри: Брент Райбер Томас Стернз |
| 33                                                                       | Кидки               | 26                                                                    |                   | Арбітри: Брент Райбер Томас Стернз |

| 9 травня 2011 12:15 | Словаччина | 4 : 1 (0—0, 0—0, 0—0) | Данія | Оранж Арена, Братислава Глядачів: 9,307 |

| Протокол | Протокол            | Протокол                               | Протокол         | Протокол                               |
| --- | ------------------- | -------------------------------------- | ---------------- | -------------------------------------- |
| | Ярослав Галак       | Голкіпери                              | Патрік Гальбрайт | Арбітри: Костянтин Оленін Томас Стернз |
| Штумпел (Юрчина, Шатан) 10:10 Шатан (Ружичка, Маєски) 15:52 Мар. Госса (Габорік, Галак б) 40:32 Зеднік (Гандзуш, Граняк) 50:05 | 0:1 1:1 2:1 3:1 4:1 | 04:09 Крістенсен (Мі. Бедкер, Якобсен) |                  | Арбітри: Костянтин Оленін Томас Стернз |
| 16 хв. | Вилучення           | 10 хв.                                 |                  | Арбітри: Костянтин Оленін Томас Стернз |
| 43 | Кидки               | 18                                     |                  | Арбітри: Костянтин Оленін Томас Стернз |

| 9 травня 2011 16:15 | Росія | 2 : 3 ПБ (2—0, 0—2, 0—0, ОТ: 0—0) (ПБ: 0—1) | Фінляндія | Оранж Арена, Братислава Глядачів: 9,292 |

| Протокол                                                                             | Протокол               | Протокол                                                     | Протокол                    | Протокол                               |
| ------------------------------------------------------------------------------------ | ---------------------- | ------------------------------------------------------------ | --------------------------- | -------------------------------------- |
|                                                                                      | Костянтин Барулін      | Голкіпери                                                    | Петрі Веханен Теему Лассіла | Арбітри: Данні Курманн Крістер Леркінг |
| Кульомін (Куликов, Артюхін) 04:26 Нікулін (Заріпов, Морозов) 04:37 Ковальчук Морозов | 1:0 2:0 2:1 2:2 Буліти | 26:59 Койву (Пуйстола) 36:39 Ніскала (Іммонен) Іммонен Койву |                             | Арбітри: Данні Курманн Крістер Леркінг |
| 12 хв.                                                                               | Вилучення              | 12 хв.                                                       |                             | Арбітри: Данні Курманн Крістер Леркінг |
| 35                                                                                   | Кидки                  | 32                                                           |                             | Арбітри: Данні Курманн Крістер Леркінг |

| 9 травня 2011 20:15 | Німеччина | 2 : 5 (1—2, 0—3, 1—0) | Чехія | Оранж Арена, Братислава Глядачів: 9,305 |

| Протокол                                                  | Протокол                    | Протокол | Протокол      | Протокол                                |
| --------------------------------------------------------- | --------------------------- | --- | ------------- | --------------------------------------- |
|                                                           | Денніс Ендрас               | Голкіпери | Якуб Штепанек | Арбітри: Владімір Балушка Серен Перссон |
| Тріпп (Лавалле, Гердлер) 01:49 Грайлінгер (Барта б) 58:26 | 0:1 1:1 1:2 1:3 1:4 1:5 2:5 | 00:51 Плеканец (Ягр) 10:38 Фролік (Новотни, Губачек) 22:47 Рахунек (Ягр, Червенка б) 35:34 Плеканец (Ягр, Червенка б) 36:58 Еліаш (Пруха, Гавлат) |               | Арбітри: Владімір Балушка Серен Перссон |
| 10 хв.                                                    | Вилучення                   | 8 хв. |               | Арбітри: Владімір Балушка Серен Перссон |
| 42                                                        | Кидки                       | 22 |               | Арбітри: Владімір Балушка Серен Перссон |

### Група F
| Команда   | І | В | ВО | ПО | П | ГЗ | ГП | Різ | Очк |
| --------- | - | - | -- | -- | - | -- | -- | --- | --- |
| Канада    | 5 | 3 | 2  | 0  | 0 | 23 | 11 | +12 | 13  |
| Швеція    | 5 | 3 | 0  | 1  | 1 | 18 | 10 | +8  | 10  |
| Норвегія  | 5 | 2 | 1  | 0  | 2 | 17 | 15 | +2  | 8   |
| США       | 5 | 2 | 0  | 1  | 2 | 15 | 19 | −4  | 7   |
| Швейцарія | 5 | 1 | 1  | 1  | 2 | 11 | 12 | −1  | 6   |
| Франція   | 5 | 0 | 0  | 1  | 4 | 5  | 22 | −17 | 1   |

Час початку матчів місцевий (UTC+2)
| 5 травня 2011 20:15 | Швейцарія | 2 : 3 (0–2, 1–0, 1–1) | Норвегія | Стіл Арена, Кошиці Глядачів: 2,820 |

| Протокол                                              | Протокол            | Протокол                                                                                   | Протокол    | Протокол                            |
| ----------------------------------------------------- | ------------------- | ------------------------------------------------------------------------------------------ | ----------- | ----------------------------------- |
|                                                       | Тобіас Штефан       | Голкіпери                                                                                  | Ларс Хауген | Арбітри: Едуардс Одіньш Петер Орсаг |
| Монне (Шпрунгер, Зегер б) 28:35 Діаз (Рютеманн) 47:19 | 0:1 0:2 1:2 1:3 2:3 | 08:47 Голес (Бонсаксен, М. Олімб) 19:55 Скредер (Голес, М. Олімб) 42:48 Форсберг (Хольтет) |             | Арбітри: Едуардс Одіньш Петер Орсаг |
| 8 хв.                                                 | Вилучення           | 14 хв.                                                                                     |             | Арбітри: Едуардс Одіньш Петер Орсаг |
| 41                                                    | Кидки               | 25                                                                                         |             | Арбітри: Едуардс Одіньш Петер Орсаг |

| 6 травня 2011 16:15 | Канада | 4 : 3 ПБ (0–0, 1–2, 2–1, ОТ: 0–0) (ПБ: 1–0) | США | Стіл Арена, Кошиці Глядачів: 7,485 |

| Протокол | Протокол                       | Протокол                                                                                            | Протокол    | Протокол                               |
| --- | ------------------------------ | --------------------------------------------------------------------------------------------------- | ----------- | -------------------------------------- |
| | Джеймс Реймер                  | Голкіпери                                                                                           | Тай Конклін | Арбітри: Самі Партанен Даніель Пєхачек |
| Бернз (П'єтранджело) 27:20 Таварес (Стюарт, Граньяні) 43:27 Спецца (Таварес, Бернз б) 45:22 Еберле (пб) Неш | 0:1 1:1 1:2 2:2 3:2 3:3 Буліти | 24:13 Комісарек (Сміт, Конклін) 33:47 Джонсон (Вілер, Штястни) 51:17 Степан (Вілер б) Джонсон Вілер |             | Арбітри: Самі Партанен Даніель Пєхачек |
| 8 хв. | Вилучення                      | 14 хв.                                                                                              |             | Арбітри: Самі Партанен Даніель Пєхачек |
| 52 | Кидки                          | 20                                                                                                  |             | Арбітри: Самі Партанен Даніель Пєхачек |

| 6 травня 2011 20:15 | Швеція | 4 : 0 (3–0, 0–0, 1–0) | Франція | Стіл Арена, Кошиці Глядачів: 4,761 |

| Протокол | Протокол        | Протокол  | Протокол                   | Протокол                                   |
| --- | --------------- | --------- | -------------------------- | ------------------------------------------ |
| | Віктор Фаст     | Голкіпери | Крістобаль Юе Фабріс Ланрі | Арбітри: Юрі-Петтері Ренн Владімір Шиндлер |
| Нільссон (Фернгольм, Еріксон) 04:34 Екман-Ларссон (Кронвалль б) 13:51 Берглунд (Пяяйярві-Свенссон, Гуннарссон) 15:39 Кронвалль (Екман-Ларссон, Баклунд) 45:34 | 1:0 2:0 3:0 4:0 |           |                            | Арбітри: Юрі-Петтері Ренн Владімір Шиндлер |
| 10 хв. | Вилучення       | 22 хв.    |                            | Арбітри: Юрі-Петтері Ренн Владімір Шиндлер |
| 58 | Кидки           | 29        |                            | Арбітри: Юрі-Петтері Ренн Владімір Шиндлер |

| 7 травня 2011 16:15 | Норвегія | 2 : 3 (0—1, 0—1, 2—1) | Канада | Стіл Арена, Кошиці Глядачів: 4,978 |

| Протокол                                                   | Протокол            | Протокол                                                      | Протокол        | Протокол                                   |
| ---------------------------------------------------------- | ------------------- | ------------------------------------------------------------- | --------------- | ------------------------------------------ |
|                                                            | Ларс Хейген         | Голкіпери                                                     | Джонатан Берньє | Арбітри: Юрі-Петтері Ренн Владімір Шиндлер |
| К. А. Олімб (Реймарк) 51:36 Хольтет (Толлефсен, Аск) 52:49 | 0:1 0:2 0:3 1:3 2:3 | 15:26 Спецца (Неш, Ніл) 30:15 Таварес 49:02 Ніл (Неш, Спецца) |                 | Арбітри: Юрі-Петтері Ренн Владімір Шиндлер |
| 6 хв.                                                      | Вилучення           | 14 хв.                                                        |                 | Арбітри: Юрі-Петтері Ренн Владімір Шиндлер |
| 27                                                         | Кидки               | 43                                                            |                 | Арбітри: Юрі-Петтері Ренн Владімір Шиндлер |

| 7 травня 2011 20:15 | США | 3 : 2 (1—1, 2—0, 0—1) | Франція | Стіл Арена, Кошиці Глядачів: 3,101 |

| Протокол                                                                   | Протокол            | Протокол                          | Протокол      | Протокол                            |
| -------------------------------------------------------------------------- | ------------------- | --------------------------------- | ------------- | ----------------------------------- |
|                                                                            | Тай Конклін         | Голкіпери                         | Крістобаль Юе | Арбітри: Едуардс Одіньш Петер Орсаг |
| Степан (Вілер) 16:06 Стюарт (Портер, Гостад) 21:16 Крейдер (М'єле б) 25:24 | 0:1 1:1 2:1 3:1 3:2 | 05:25 С. Трей 55:30 Меньє (Екфей) |               | Арбітри: Едуардс Одіньш Петер Орсаг |
| 20 хв.                                                                     | Вилучення           | 22 хв.                            |               | Арбітри: Едуардс Одіньш Петер Орсаг |
| 38                                                                         | Кидки               | 22                                |               | Арбітри: Едуардс Одіньш Петер Орсаг |

| 8 травня 2011 16:15 | Швеція | 2 : 0 (0–0, 0–0, 2–0) | Швейцарія | Стіл Арена, Кошиці Глядачів: 5,941 |

| Протокол                                      | Протокол    | Протокол  | Протокол         | Протокол                                  |
| --------------------------------------------- | ----------- | --------- | ---------------- | ----------------------------------------- |
|                                               | Віктор Фаст | Голкіпери | Леонардо Дженоні | Арбітри: В'ячеслав Буланов Едуардс Одіньш |
| Баклунд (Кронвалль) 47:47 Баклунд (шпв) 59:28 | 1:0 2:0     |           |                  | Арбітри: В'ячеслав Буланов Едуардс Одіньш |
| 10 хв.                                        | Вилучення   | 14 хв.    |                  | Арбітри: В'ячеслав Буланов Едуардс Одіньш |
| 34                                            | Кидки       | 31        |                  | Арбітри: В'ячеслав Буланов Едуардс Одіньш |

| 9 травня 2011 12:15 | Франція | 2 : 5 (1—3, 1—1, 0—1) | Норвегія | Стіл Арена, Кошиці Глядачів: 3,178 |

| Протокол                                                 | Протокол                    | Протокол | Протокол    | Протокол                                   |
| -------------------------------------------------------- | --------------------------- | --- | ----------- | ------------------------------------------ |
|                                                          | Крістобаль Юе               | Голкіпери | Ларс Хейген | Арбітри: В'ячеслав Буланов Антонін Єржабек |
| Флері (Ро, Дерозьє) 10:57 Меньє (Екфей, Бельмар м) 31:20 | 0:1 0:2 1:2 1:3 2:3 2:4 2:5 | 03:26 Скредер (Реймарк, Аск б) 03:52 Хольтет (К. А. Олімб, Голес) 17:50 Хольтет 35:19 Хольтет (Скредер, Голес б) 52:26 Хольтет (Бонсаксен) |             | Арбітри: В'ячеслав Буланов Антонін Єржабек |
| 32 хв.                                                   | Вилучення                   | 18 хв. |             | Арбітри: В'ячеслав Буланов Антонін Єржабек |
| 19                                                       | Кидки                       | 37 |             | Арбітри: В'ячеслав Буланов Антонін Єржабек |

| 9 травня 2011 16:15 | Швейцарія | 5 : 3 (2—1, 2—1, 1—1) | США | Стіл Арена, Кошиці Глядачів: 4,939 |

| Протокол | Протокол                        | Протокол                                                                                 | Протокол               | Протокол                                   |
| --- | ------------------------------- | ---------------------------------------------------------------------------------------- | ---------------------- | ------------------------------------------ |
| | Тобіас Штефан                   | Голкіпери                                                                                | Тай Конклін Ел Монтойя | Арбітри: Юрі-Петтері Ренн Владімір Шиндлер |
| Летшер (Тракслер, Мозер) 11:35 Діас (Плюсс, Рютеманн) 14:10 Рютеманн (Бібер, Плюсс) 21:06 Летшер 31:00 Гарднер (Плюсс, Тракслер шпв) 59:43 | 0:1 1:1 2:1 3:1 3:2 4:2 4:3 5:3 | 11:01 Сміт (Вілсон, Шеттенкірк) 26:09 Шеннон (М'єле) 58:17 ван Рімсдайк (Фаулер, Степан) |                        | Арбітри: Юрі-Петтері Ренн Владімір Шиндлер |
| 6 хв. | Вилучення                       | 4 хв.                                                                                    |                        | Арбітри: Юрі-Петтері Ренн Владімір Шиндлер |
| 29 | Кидки                           | 34                                                                                       |                        | Арбітри: Юрі-Петтері Ренн Владімір Шиндлер |

| 9 травня 2011 20:15 | Канада | 3 : 2 (2—0, 0—1, 1—0) | Швеція | Стіл Арена, Кошиці Глядачів: 7,633 |

| Протокол                                                                    | Протокол            | Протокол                                                                               | Протокол     | Протокол                               |
| --------------------------------------------------------------------------- | ------------------- | -------------------------------------------------------------------------------------- | ------------ | -------------------------------------- |
|                                                                             | Джонатан Берньє     | Голкіпери                                                                              | Ерік Ерсберг | Арбітри: Самі Партанен Даніель Пєхачек |
| Ніл (Спецца) 01:08 Таварес (Скіннер, Стюарт) 13:20 Неш (Бернз, Ніл б) 52:31 | 1:0 1:1 2:1 2:2 3:2 | 03:43 Петрашек (Гуннарссон, Пяяйярві-Свенссон б) 30:38 Теденбю (Сільверберг, Крюгер б) |              | Арбітри: Самі Партанен Даніель Пєхачек |
| 14 хв.                                                                      | Вилучення           | 16 хв.                                                                                 |              | Арбітри: Самі Партанен Даніель Пєхачек |
| 43                                                                          | Кидки               | 25                                                                                     |              | Арбітри: Самі Партанен Даніель Пєхачек |

## Турнір на вибування
|  | Команда кваліфікується до чемпіонату світу 2012 |
|  | Команда вибуває до дивізіону I                  |

### Група G
| Команда  | І | В | ВО | ПО | П | ГЗ | ГП | Різ | Очк |
| -------- | - | - | -- | -- | - | -- | -- | --- | --- |
| Латвія   | 3 | 2 | 0  | 0  | 1 | 12 | 9  | +3  | 6   |
| Білорусь | 3 | 2 | 0  | 0  | 1 | 17 | 9  | +8  | 6   |
| Австрія  | 3 | 1 | 0  | 0  | 2 | 6  | 13 | −7  | 3   |
| Словенія | 3 | 1 | 0  | 0  | 2 | 8  | 12 | −4  | 3   |

Час початку матчів місцевий (UTC+2)
| 5 травня 2011 16:15 | Словенія | 5 : 2 (0—0, 3—0, 2—2) | Латвія | Оранж Арена, Братислава Глядачів: 7,467 |

| Протокол | Протокол                    | Протокол                                                             | Протокол                           | Протокол                              |
| --- | --------------------------- | -------------------------------------------------------------------- | ---------------------------------- | ------------------------------------- |
| | Роберт Крістан              | Голкіпери                                                            | Едгарс Масальскіс Мартіньш Райтумс | Арбітри: Крістер Леркінг Томас Стернз |
| Тічар (Єглич, Робар б) 27:59 Разінгар (М. Родман, Д. Родман) 35:55 Разінгар (М. Родман, Д. Родман) 39:11 Тічар (Саболич) 40:54 Паїч (Голічич) 41:27 | 1:0 2:0 3:0 4:0 5:0 5:1 5:2 | 51:33 Ципуліс (Є. Редліхс, Андерсонс) 59:59 Букартс (Сотнієкс, Мейя) |                                    | Арбітри: Крістер Леркінг Томас Стернз |
| 12 хв. | Вилучення                   | 37 хв.                                                               |                                    | Арбітри: Крістер Леркінг Томас Стернз |
| 35 | Кидки                       | 31                                                                   |                                    | Арбітри: Крістер Леркінг Томас Стернз |

| 5 травня 2011 16:15 | Білорусь | 7 : 2 (3—0, 2—0, 2—2) | Австрія | Стіл Арена, Кошиці |

| Протокол | Протокол                            | Протокол                                                    | Протокол          | Протокол                                   |
| --- | ----------------------------------- | ----------------------------------------------------------- | ----------------- | ------------------------------------------ |
| | Андрій Мезін                        | Голкіпери                                                   | Фабіан Вайнгандль | Арбітри: В'ячеслав Буланов Антонін Єржабек |
| Ковиршин (Костіцин, Кулаков) 04:06 Грабовський (Мелешко, Стасенко) 17:17 Костіцин (Кулаков, Ковиршин) 18:57 Демков 30:17 Демагін (м) 32:49 Коробов (Костіцин, Степанов б2) 42:53 Кулаков (Ковиршин) 51:55 | 1:0 2:0 3:0 4:0 5:0 5:1 6:1 7:1 7:2 | 40:47 Зетцінгер (Веренка, Кох б) 53:29 Шихль (Гундертпфунд) |                   | Арбітри: В'ячеслав Буланов Антонін Єржабек |
| 12 хв. | Вилучення                           | 18 хв.                                                      |                   | Арбітри: В'ячеслав Буланов Антонін Єржабек |
| 30 | Кидки                               | 21                                                          |                   | Арбітри: В'ячеслав Буланов Антонін Єржабек |

| 7 травня 2011 12:15 | Австрія | 3 : 2 (1—0, 1—2, 1—0) | Словенія | Оранж Арена, Братислава Глядачів: 9,033 |

| Протокол                                                                                             | Протокол            | Протокол                                                                | Протокол       | Протокол                                  |
| --- | ------------------- | ----------------------------------------------------------------------- | -------------- | ----------------------------------------- |
| | Фабіан Вайнгандль   | Голкіпери                                                               | Роберт Крістан | Арбітри: Крістер Леркінг Костянтин Оленін |
| Унтерлуггауер (Т. Раффль, Т. Кох) 19:03 Т. Раффль (Пайнтнер, Траттніг) 24:15 Роттер (Ф. Лукас) 45:52 | 1:0 2:0 2:1 2:2 3:2 | 36:30 Разінгар (М. Родман, Д. Родман) 39:41 Д.Родман (Грегорц, Крістан) |                | Арбітри: Крістер Леркінг Костянтин Оленін |
| 10 хв.                                                                                               | Вилучення           | 14 хв.                                                                  |                | Арбітри: Крістер Леркінг Костянтин Оленін |
| 37                                                                                                   | Кидки               | 33                                                                      |                | Арбітри: Крістер Леркінг Костянтин Оленін |

| 7 травня 2011 12:15 | Білорусь | 3 : 6 (1—3, 1—1, 1—2) | Латвія | Стіл Арена, Кошиці Глядачів: 4,976 |

| Протокол | Протокол                            | Протокол | Протокол          | Протокол                               |
| --- | ----------------------------------- | --- | ----------------- | -------------------------------------- |
| | Андрій Мезін                        | Голкіпери | Едгарс Масальскіс | Арбітри: Самі Партанен Даніель Пєхачек |
| Костюченок (Кітаров, Демков б) 19:31 Грабовський (Коробов, Мелешко б) 20:53 Мелешко (Костіцин, Кулаков б) 59:50 | 0:1 0:2 0:3 1:3 2:3 2:4 2:5 2:6 3:6 | 09:26 Ципуліс (Рекіс, Ніживій б) 13:23 Пуяц (Джеріньш, М. Редліхс б) 17:19 Пуяц (М. Редліхс) 36:17 Ніживій (Ципуліс, Васильєвс) 49:44 Ципуліс (Ніживій, Рекіс б) 57:29 Саулієтіс (М. Редліхс, Джеріньш) |                   | Арбітри: Самі Партанен Даніель Пєхачек |
| 16 хв. | Вилучення                           | 16 хв. |                   | Арбітри: Самі Партанен Даніель Пєхачек |
| 39 | Кидки                               | 31 |                   | Арбітри: Самі Партанен Даніель Пєхачек |

| 8 травня 2011 20:15 | Словенія | 1 : 7 (0–2, 1–3, 0–2) | Білорусь | Оранж Арена, Братислава Глядачів: 8,708 |

| Протокол                    | Протокол                        | Протокол | Протокол     | Протокол                             |
| --------------------------- | ------------------------------- | --- | ------------ | ------------------------------------ |
|                             | Роберт Крістан Андрей Хочевар   | Голкіпери | Андрій Мезін | Арбітри: Дарсі Берчелл Серен Перссон |
| Саболич (Паїч, Єглич) 31:51 | 0:1 0:2 0:3 1:3 1:4 1:5 1:6 1:7 | 06:02 Демагін (Грабовський, Мелешко) 07:23 Костіцин (Ковиршин, Кулаков) 28:21 Степанов (Кітаров, Костіцин б2) 35:52 Михальов (Угаров, Денисов) 37:13 Костіцин (Степанов, Демков б) 55:07 Михальов (Коробов м) 56:13 Михальов (Грабовський, Коробов б) |              | Арбітри: Дарсі Берчелл Серен Перссон |
| 14 хв.                      | Вилучення                       | 6 хв. |              | Арбітри: Дарсі Берчелл Серен Перссон |
| 24                          | Кидки                           | 39 |              | Арбітри: Дарсі Берчелл Серен Перссон |

| 8 травня 2011 20:15 | Латвія | 4 : 1 (2–0, 1–0, 1–1) | Австрія | Стіл Арена, Кошиці Глядачів: 4,110 |

| Протокол | Протокол            | Протокол                             | Протокол          | Протокол                             |
| --- | ------------------- | ------------------------------------ | ----------------- | ------------------------------------ |
| | Едгарс Масальскіс   | Голкіпери                            | Фабіан Вайнгандль | Арбітри: Антонін Єржабек Петер Орсаг |
| Букартс (Мейя) 05:01 М. Редліхс (Саулієтіс, Джеріньш) 13:30 Саулієтіс (Джеріньш, Сотнієкс б) 22:57 Саулієтіс (Сотнієкс, Джеріньш б) 48:47 | 1:0 2:0 3:0 4:0 4:1 | 59:01 Т. Раффль (Р. Лукас, Роттер б) |                   | Арбітри: Антонін Єржабек Петер Орсаг |
| 14 хв. | Вилучення           | 10 хв.                               |                   | Арбітри: Антонін Єржабек Петер Орсаг |
| 39 | Кидки               | 41                                   |                   | Арбітри: Антонін Єржабек Петер Орсаг |

## Плей-оф
|  | Чвертьфінали | Чвертьфінали | Чвертьфінали |   |           | Півфінали | Півфінали | Півфінали           |       |     | Фінал  | Фінал | Фінал |
|  |              |              |              |   |           |           |           |                     |       |     |        |       |       |
|  | E1           | Чехія        | 4            |   |           |           |           |                     |       |     |        |       |       |
|  | F4           | США          | 0            |   |           |           |           |                     |       |     |        |       |       |
|  | F4           | США          | 0            |   | QF1       | Чехія     | 2         |                     |       |     |        |       |       |
|  |              |              |              |   | QF1       | Чехія     | 2         |                     |       |     |        |       |       |
|  |              | QF2          | Швеція       | 5 |           |           |           |                     |       |     |        |       |       |
|  | F2           | QF2          | Швеція       | 5 | Швеція    | 5         |           |                     |       |     |        |       |       |
|  | F2           |              |              |   | Швеція    | 5         |           |                     |       |     |        |       |       |
|  | E3           | Німеччина    | 2            |   |           |           |           |                     |       |     |        |       |       |
|  | E3           | Німеччина    | 2            |   |           |           |           |                     |       | SF1 | Швеція | 1     |       |
|  |              |              |              |   |           |           |           |                     |       | SF1 | Швеція | 1     |       |
|  |              | SF2          | Фінляндія    | 6 |           |           |           |                     |       |     |        |       |       |
|  | F1           | SF2          | Фінляндія    | 6 | Канада    | 1         |           |                     |       |     |        |       |       |
|  | F1           |              |              |   | Канада    | 1         |           |                     |       |     |        |       |       |
|  | E4           | Росія        | 2            |   |           |           |           |                     |       |     |        |       |       |
|  | E4           | Росія        | 2            |   | QF3       | Росія     | 0         |                     |       |     |        |       |       |
|  |              |              |              |   | QF3       | Росія     | 0         | Матч за третє місце |       |     |        |       |       |
|  |              | QF4          | Фінляндія    | 3 |           |           |           |                     |       |     |        |       |       |
|  | E2           | QF4          | Фінляндія    | 3 | Фінляндія | 4         |           | SF1                 | Чехія | 7   |        |       |       |
|  | E2           |              |              |   | Фінляндія | 4         |           | SF1                 | Чехія | 7   |        |       |       |
|  | F3           | Норвегія     | 1            |   |           |           |           |                     |       |     | SF2    | Росія | 4     |

### Чвертьфінали
Час початку матчів місцевий (UTC+2)
| 11 травня 2011 16:15 | Чехія | 4 : 0 (1—0, 1—0, 2—0) | США | Оранж Арена, Братислава Глядачів: 9,311 |

| Протокол | Протокол        | Протокол  | Протокол    | Протокол                            |
| --- | --------------- | --------- | ----------- | ----------------------------------- |
| | Ондржей Павелец | Голкіпери | Тай Конклін | Арбітри: Дарсі Берчелл Брент Райбер |
| Ягр (Червенка) 18:45 Ягр (Плеканец, Рахунек б) 24:47 Плеканец (Фролік, Жидліцки) 50:33 Ягр (Плеканец б) 56:25 | 1:0 2:0 3:0 4:0 |           |             | Арбітри: Дарсі Берчелл Брент Райбер |
| 6 хв. | Вилучення       | 10 хв.    |             | Арбітри: Дарсі Берчелл Брент Райбер |
| 39 | Кидки           | 29        |             | Арбітри: Дарсі Берчелл Брент Райбер |

| 11 травня 2011 20:15 | Швеція | 5 : 2 (2—1, 2—1, 1—0) | Німеччина | Оранж Арена, Братислава Глядачів: 8,986 |

| Протокол | Протокол                    | Протокол                                                 | Протокол      | Протокол                                   |
| --- | --------------------------- | -------------------------------------------------------- | ------------- | ------------------------------------------ |
| | Віктор Фаст                 | Голкіпери                                                | Денніс Ендрас | Арбітри: Юрі-Петтері Ренн Владімір Шиндлер |
| Тернберг (Берглунд) 00:27 Берглунд (Тернберг, Фаст) 15:46 Перссон (Р. Нільссон, Екман-Ларссон) 24:30 Л. Ерікссон (Рундблад, Р. Нільссон) 28:10 Тернберг (Берглунд, Пяяйярві-Свенссон) | 1:0 1:1 2:1 3:1 4:1 4:2 5:2 | 02:01 Барта (Мауер, Кінк) 38:44 Вольф (Ранкель, Гольцер) |               | Арбітри: Юрі-Петтері Ренн Владімір Шиндлер |
| 8 хв. | Вилучення                   | 14 хв.                                                   |               | Арбітри: Юрі-Петтері Ренн Владімір Шиндлер |
| 46 | Кидки                       | 37                                                       |               | Арбітри: Юрі-Петтері Ренн Владімір Шиндлер |

| 12 травня 2011 16:15 | Фінляндія | 4 : 1 (0—0, 4—1, 0—0) | Норвегія | Оранж Арена, Братислава Глядачів: 8,947 |

| Протокол | Протокол            | Протокол               | Протокол    | Протокол                               |
| --- | ------------------- | ---------------------- | ----------- | -------------------------------------- |
| | Петрі Веханен       | Голкіпери              | Ларс Хейген | Арбітри: Серен Перссон Даніель Пєхачек |
| Іммонен (Гранлунд, Ніскала б) 26:01 Рууту (Койву, Песонен б) 28:43 Іммонен (Гранлунд, Вяліваара б) 35:38 Лаюнен (Комаров, Яакола) 38:29 | 0:1 1:1 2:1 3:1 4:1 | 23:56 К. А. Олімб (шк) |             | Арбітри: Серен Перссон Даніель Пєхачек |
| 14 хв. | Вилучення           | 18 хв.                 |             | Арбітри: Серен Перссон Даніель Пєхачек |
| 34 | Кидки               | 38                     |             | Арбітри: Серен Перссон Даніель Пєхачек |

| 12 травня 2011 20:15 | Канада | 1 : 2 (0—0, 1—0, 0—2) | Росія | Оранж Арена, Братислава Глядачів: 9,300 |

| Протокол                    | Протокол        | Протокол                                                | Протокол          | Протокол                               |
| --------------------------- | --------------- | ------------------------------------------------------- | ----------------- | -------------------------------------- |
|                             | Джонатан Берньє | Голкіпери                                               | Костянтин Барулін | Арбітри: Данні Курманн Крістер Леркінг |
| Спецца (П'єтранджело) 25:32 | 1:0 1:1 1:2     | 49:07 Кайгородов (м) 52:19 Ковальчук (Радулов, Калінін) |                   | Арбітри: Данні Курманн Крістер Леркінг |
| 12 хв.                      | Вилучення       | 10 хв.                                                  |                   | Арбітри: Данні Курманн Крістер Леркінг |
| 37                          | Кидки           | 20                                                      |                   | Арбітри: Данні Курманн Крістер Леркінг |

### Півфінали
Час початку матчів місцевий (UTC+2)
| 13 травня 2011 16:15 | Чехія | 2 : 5 (0—0, 1—2, 1—3) | Швеція | Оранж Арена, Братислава Глядачів: 9,285 |

| Протокол                                                 | Протокол                    | Протокол | Протокол    | Протокол                            |
| -------------------------------------------------------- | --------------------------- | --- | ----------- | ----------------------------------- |
|                                                          | Ондржей Павелец             | Голкіпери | Віктор Фаст | Арбітри: Дарсі Берчелл Брент Райбер |
| Еліаш (М. Міхалек, Жидліцки) 20:46 Еліаш (Ворачек) 54:22 | 1:0 1:1 1:2 1:3 1:4 2:4 2:5 | 24:34 Берглунд (Екман-Ларссон б) 35:10 Баклунд (Шегрен) 48:07 Дж. Ерікссон (Баклунд) 52:29 Крюгер (Теденбю) 59:13 Берглунд (Петрашек шпв) |             | Арбітри: Дарсі Берчелл Брент Райбер |
| 6 хв.                                                    | Вилучення                   | 2 хв. |             | Арбітри: Дарсі Берчелл Брент Райбер |
| 37                                                       | Кидки                       | 48 |             | Арбітри: Дарсі Берчелл Брент Райбер |

| 13 травня 2011 20:15 | Фінляндія | 3 : 0 (0—0, 1—0, 2—0) | Росія | Оранж Арена, Братислава Глядачів: 9,272 |

| Протокол                                                         | Протокол      | Протокол  | Протокол          | Протокол                             |
| ---------------------------------------------------------------- | ------------- | --------- | ----------------- | ------------------------------------ |
|                                                                  | Петрі Веханен | Голкіпери | Костянтин Барулін | Арбітри: Крістер Леркінг Петер Орсаг |
| Гранлунд (Іммонен) 25:13 Лаюнен 47:40 Іммонен (Гранлунд б) 49:15 | 1:0 2:0 3:0   |           |                   | Арбітри: Крістер Леркінг Петер Орсаг |
| 10 хв.                                                           | Вилучення     | 12 хв.    |                   | Арбітри: Крістер Леркінг Петер Орсаг |
| 29                                                               | Кидки         | 30        |                   | Арбітри: Крістер Леркінг Петер Орсаг |

### Матч за 3-є місце
Час початку матчу місцевий (UTC+2)
| 15 травня 2011 16:00 | Чехія | 7 : 4 (2—3, 3—1, 2—0) | Росія | Оранж Арена, Братислава Глядачів: 9,283 |

| Протокол | Протокол                                    | Протокол | Протокол          | Протокол                               |
| --- | ------------------------------------------- | --- | ----------------- | -------------------------------------- |
| | Ондржей Павелец                             | Голкіпери | Костянтин Барулін | Арбітри: Данні Курманн Крістер Леркінг |
| Червенка 03:33 Пруха (Ролінек, Марек) 10:22 Пруха 22:11 Червенка (Пруха) 30:45 Червенка (Плеканец) 35:10 Марек 46:30 Плеканец (Ягр, Червенка швп) 54:16 | 1:0 1:1 1:2 2:2 2:3 3:3 4:3 5:3 5:4 6:4 7:4 | 09:25 Ковальчук (Радулов, Тютін) 09:40 Куликов (Афіногенов, Горовіков) 18:53 Ковальчук (Радулов, Зинов'єв) 36:03 Тарасенко (Зинов'єв, Корнєєв) |                   | Арбітри: Данні Курманн Крістер Леркінг |
| 4 хв. | Вилучення                                   | 6 хв. |                   | Арбітри: Данні Курманн Крістер Леркінг |
| 28 | Кидки                                       | 43 |                   | Арбітри: Данні Курманн Крістер Леркінг |

### Фінал
Час початку матчу місцевий (UTC+2)
| 15 травня 2011 20:30 | Швеція | 1 : 6 (0—0, 1—1, 0—5) | Фінляндія | Оранж Арена, Братислава Глядачів: 9,166 |

| Протокол                | Протокол                    | Протокол | Протокол      | Протокол                            |
| ----------------------- | --------------------------- | --- | ------------- | ----------------------------------- |
|                         | Віктор Фаст                 | Голкіпери | Петрі Веханен | Арбітри: Дарсі Берчелл Брент Райбер |
| Пяяйярві-Свенссон 27:40 | 1:0 1:1 1:2 1:3 1:4 1:5 1:6 | 39:53 Іммонен (Песонен, Койву б) 42:35 Нокелайнен (Пільстрем) 43:21 Капанен (Аалтонен, Комаров) 56:41 Песонен (Гранлунд) 57:16 Пюоряля (Койву, Салмела) 59:05 Пільстрем (Лаюнен) |               | Арбітри: Дарсі Берчелл Брент Райбер |
| 8 хв.                   | Вилучення                   | 4 хв. |               | Арбітри: Дарсі Берчелл Брент Райбер |
| 33                      | Кидки                       | 32 |               | Арбітри: Дарсі Берчелл Брент Райбер |

## Статистика

### Підсумкова таблиця
Підсумкова таблиця турніру:
|    | Фінляндія  |
|    | Швеція     |
|    | Чехія      |
| 4  | Росія      |
| 5  | Канада     |
| 6  | Норвегія   |
| 7  | Німеччина  |
| 8  | США        |
| 9  | Швейцарія  |
| 10 | Словаччина |
| 11 | Данія      |
| 12 | Франція    |
| 13 | Латвія     |
| 14 | Білорусь   |
| 15 | Австрія    |
| 16 | Словенія   |

### Бомбардири
Список 10 найкращих гравців, сортованих за очками. Список розширений, оскільки деякі гравці набрали рівну кількість очок.
І = проведено ігор; Г = голи; П = передачі; Очк. = очки; +/− = плюс/мінус; Ш = штрафні хвилини;
| Гравець          | І | Г | П | Очк. | +/– | Ш  |
| ---------------- | - | - | - | ---- | --- | -- |
| Яркко Іммонен    | 9 | 9 | 3 | 12   | +2  | 2  |
| Патрік Берглунд  | 9 | 8 | 2 | 10   | +7  | 8  |
| Томаш Плеканец   | 8 | 6 | 4 | 10   | +3  | 6  |
| Роман Червенка   | 9 | 4 | 6 | 10   | +7  | 4  |
| Джон Таварес     | 7 | 5 | 4 | 9    | +6  | 12 |
| Яромір Ягр       | 9 | 5 | 4 | 9    | +5  | 4  |
| Патрік Еліаш     | 9 | 4 | 5 | 9    | +4  | 6  |
| Мікаель Гранлунд | 9 | 2 | 7 | 9    | +3  | 2  |
| Матіс Олімб      | 7 | 1 | 8 | 9    | 0   | 4  |
| Маріус Хольтет   | 7 | 6 | 2 | 8    | +6  | 4  |

Джерело: IIHF.com [Архівовано 12 вересня 2012 у Wayback Machine.]

### Найкращі воротарі
Список п'яти найращих воротарів, сортованих за відсотком відбитих кидків. У список включені лише ті гравці, які провели щонайменш 40 % хвилин.
| Гравець          | ЧНЛ    | К   | ГП | СП   | %ВК   | ША |
| ---------------- | ------ | --- | -- | ---- | ----- | -- |
| Петрі Веханен    | 388:13 | 175 | 8  | 1.24 | 95.43 | 1  |
| Віктор Фаст      | 420:00 | 221 | 12 | 1.71 | 94.57 | 3  |
| Ондржей Павелець | 479:16 | 247 | 15 | 1.88 | 93.93 | 2  |
| Тобіас Штефан    | 240:48 | 111 | 7  | 1.74 | 93.69 | 1  |
| Ларс Гауген      | 422:18 | 257 | 19 | 2.70 | 92.61 | 0  |

Джерело: IIHF.com [Архівовано 12 вересня 2012 у Wayback Machine.]

## Нагороди
Найкращі гравці, обрані дирекцією ІІХФ
- Найкращий воротар:  Віктор Фаст
- Найкращий захисник:  Алекс П'єтранджело
- Найкращий нападник:  Яромир Ягр

Команда усіх зірок, обрана ЗМІ
- Воротар:  Віктор Фаст
- Захисники:  Давід Петрашек —  Марек Жидлицький
- Нападники:  Яромир Ягр —  Патрік Берглунд —  Яркко Іммонен
- Найцінніший гравець:  Віктор Фаст

Найкращі гравці кожної з команд
Найкращі гравці кожної з команд, обрані тренерами.
| Команда    | Гравці                                               |
| ---------- | ---------------------------------------------------- |
| Австрія    | Фабіан Вайнгандль Філіпп Лакос Філіпп Лукас          |
| Білорусь   | Андрій Мезін Дмитро Коробов Михайло Грабовський      |
| Данія      | Фредерік Андерсен Ніклас Хардт Міккель Бедкер        |
| Канада     | Алекс П'єтранджело Джон Таварес Ендрю Ледд           |
| Латвія     | Едгарс Масальскіс Георгій Пуяц Олександр Ніживій     |
| Німеччина  | Джон Тріпп Франк Гердлер Кай Госпельт                |
| Норвегія   | Андерс Бастіансен Ларс Хейген Оле-Крістіан Толлефсен |
| Росія      | Ілля Нікулін Ілля Ковальчук Євген Артюхін            |
| Словаччина | Мірослав Шатан Ладіслав Надь Павол Демітра           |
| Словенія   | Роберт Крістан Мітья Робар Томаж Разінгар            |
| США        | Дерек Степан Крейг Сміт Раєн Шеннон                  |
| Фінляндія  | Мікко Койву Яркко Іммонен Петрі Веханен              |
| Франція    | Крістобаль Юе Кевен Екфей Саша Трей                  |
| Чехія      | Ондржей Павелець Яромір Ягр Томаш Плеканець          |
| Швейцарія  | Рафаель Діас Іво Рютеманн Тобіас Штефан              |
| Швеція     | Віктор Фаст Патрік Берглунд Луї Ерікссон             |